# 1985 en Irlande
Chronologie de l'Irlande
- 1981
- 1982
- 1983
- 1984
- 1985
- 1986
- 1987
- 1988
- 1989

## Événements

### Irlande du Nord
- 28 février : L'Armée républicaine irlandaise provisoire tue neuf policiers nord-irlandais lors d'une attaque au mortier de la Gare de Newry.

### Sport
- Derry City FC Rejoint le Championnat d'Irlande de football après avoir été exclu du championnat d'Irlande du Nord de football en 1972.
- 30 mars : L'équipe d'Irlande de rugby à XV remporte la Triple couronne.
- 8 juin : Barry McGuigan remporte le titre de champion du monde WBA des poids plume

### Arts et littérature
- Première représentation de la pièce de théâtre de Frank McGuinness, Observe the Sons of Ulster Marching to the Somme

### Autres
- 10 septembre : Première transplantation cardiaque en Irlande